# Gió khe núi
Gió khe núi, là một cơn gió địa phương thổi qua khoảng cách giữa các ngọn núi.
Gió khe núi là gió cấp thấp và có thể kết hợp với gió mạnh từ 20-40 hải lý và đôi khi vượt quá 50 hải lý. Gió khe nhìn chung là mạnh nhất khi tới gần với đường ra khoảng trống giữa các ngọn núi.
Các dòng chảy ví dụ bao gồm gió bề mặt thổi qua eo biển Gibraltar - một trong những cơn gió mạnh nhất trong khu vực được gọi là Levanter. Các cơn gió tương tự xảy ra ở các khoảng trống khác ở các dãy núi, như là tehuantepecer và jochwinde, và các kênh dài như eo biển Juan de Fuca giữa dãy núi Olympic của Washington và đảo Vancouver, British Columbia, eo biển Hinlopen gần Spitsbergen. Trong Hẻm Núi Columbia ở biên giới Washington và Oregon, tần suất gió cao dẫn đến việc lắp đặt các trang trại gió và số lượng lướt sóng lớn diễn ra trên sông Columbia.
Một ví dụ khác là gió Koshava ở Serbia thổi dọc theo sông Donau. Dãy núi Carpathia Nam và dãy núi Balkan dẫn dòng chảy vào lưu vực sông Donau ở Rumani và dòng chảy ra tại Iron Gates được biết đến như là gió Koshava. Các đặc tính chính của gió Koshava là tốc độ gió cao, theo hướng đông nam, dai dẳng, và gây dông tố.